# Julian Casablancas

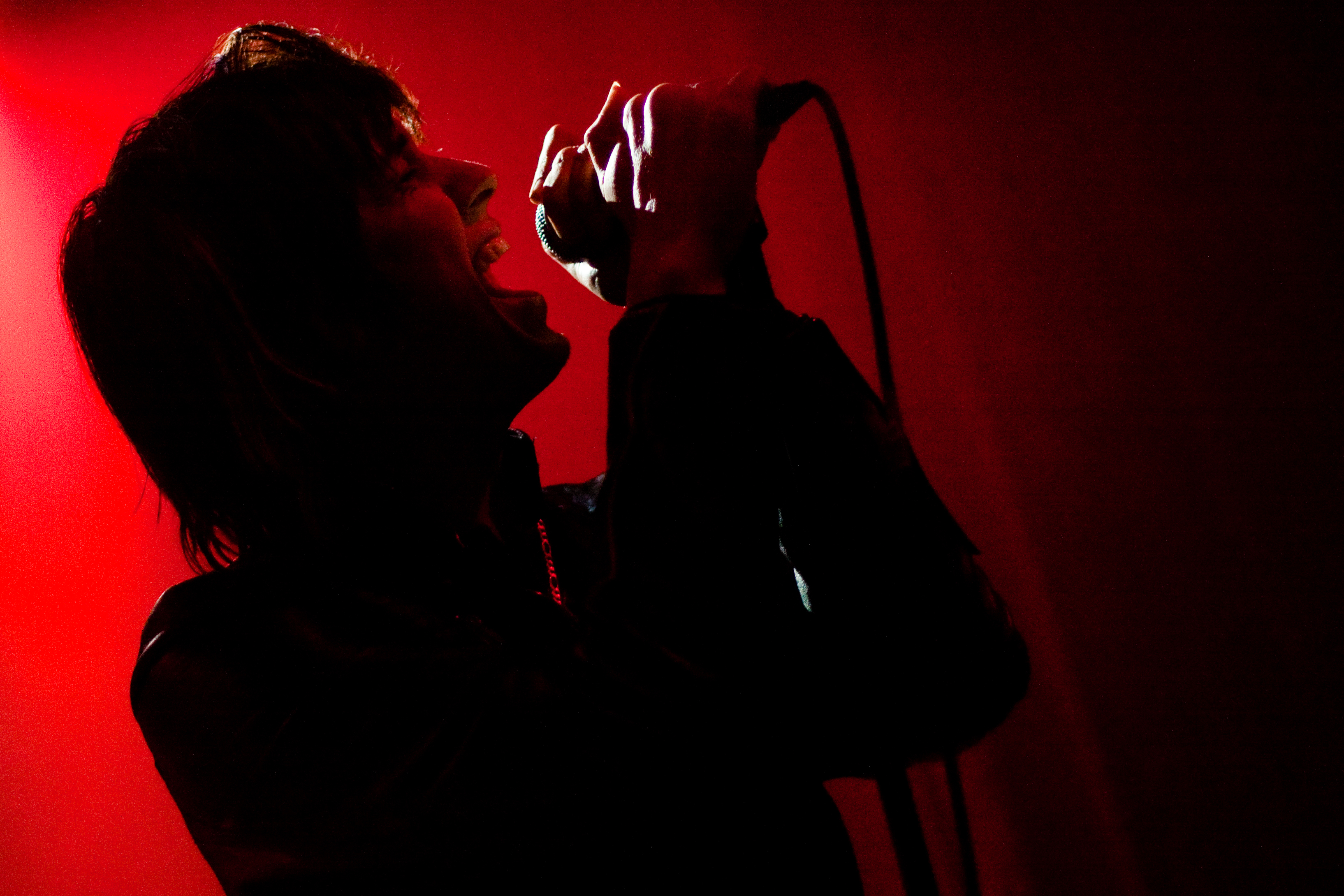

Julian Fernando Casablancas (New York, 23 augustus 1978) is de leadzanger en tekstschrijver van de Amerikaanse band The Strokes. Met zijn band heeft hij sinds 2001 diverse albums uitgebracht. Casablancas is de zoon van Elite Model-oprichter John Casablancas.

## Biografie
Casablancas groeide op in een gezin van 4: moeder Jeanette Christiansen was een Deens model (en tevens Miss Denemarken in 1965). Ook heeft Casablancas een zus genaamd Cecile en een halfbroer genaamd Fernando. Door zijn achtergrond spreekt Casablancas een beetje Deens en Spaans. Zijn ouders scheidden al toen hij erg jong was. Toen Casablancas 14 was, werd hij gepakt voor het drinken van alcohol. Vanwege zijn slechte resultaten op school moest Casablancas naar een kostschool in Zwitserland. Daar bleef hij 6 maanden.
Alle leden van The Strokes hebben op een bepaalde manier een connectie met Casablancas. Hij ging samen met Nikolai Fraiture naar de kleuterschool (later zouden Casablancas en Fraiture elkaar weer tegenkomen via gitarist Nick Valensi). Albert Hammond Jr. ontmoette Casablancas op de kostschool in Zwitserland. Fabrizio Moretti en Nick Valensi leerden Casablancas kennen op Dwight School in New York, de school waar Casablancas naartoe ging na zijn terugkeer uit Zwitserland.
In 1999 begon de band op te treden in clubs en cafés in New York. The Strokes maakten indruk met hun muziek, wat werd vergeleken met The Velvet Underground en Television. Deze muziekstijl was uit beeld geraakt in de jaren 90’. Met hun rock-stijl (lederen jassen, in een Ramones-stijl) wisten ze een nieuwe doelgroep aan te spreken en daarmee werd indie-rock (of garage rock) de meest recente populaire stroming in muziek. The Strokes hebben hier een groot aandeel in.
In 2000 brengt de band hun EP The Modern Age uit. Een jaar later volgt het debuutalbum Is This It. Dit album werd een groot succes. Velen prezen Casablancas voor zijn mysterieuze teksten en zijn lage, monotone stem. Al snel werd hij de nieuwe Kurt Cobain genoemd. Dit maakte Casablancas erg onzeker en daardoor greep hij opnieuw naar de fles. Zijn ongeïnteresseerde verschijning daarbij opgeteld, kwam hij voor de buitenwereld erg arrogant over. In 2003 volgt het tweede album Room on Fire van de band. Dit album werd minder goed ontvangen door de media. De relatie van Casablancas met de media verslechterde.
Zangeres Courtney Love bracht in 2004 een single uit onder de naam But Julian, I’m A Little Older than You. Vermoedelijk kwam ze tot deze titel vanwege Casablancas’ vergelijking met Kurt Cobain, met wie Love getrouwd was.
Het keerpunt kwam in 2005, toen Casablancas met de The Strokes' assistent-manager Juliet Joslin trouwde. Casablancas veerde weer op en samen met de band namen ze hun derde album op: First Impressions of Earth. Dit album had een grotere variatie qua geluid en gitaren. Ook Casablancas gebruikt op het album zijn stem op meerdere manieren.
In 2009 is Casablancas' solo-album Phrazes for the Young verschenen. Eerste single hiervan is 11th Dimension. Met zijn soloproject stond hij in 2009 in de Melkweg, Amsterdam.
Casablancas heeft in 2013 samengewerkt aan Daft Punk's album "Random Access Memories", waar hij de tekst, zang en gitaarsolo heeft uitgewerkt voor de single "Instant Crush".
In 2019 is hij gescheiden van Juliet Joslin met wie hij twee zoons heeft. Ze zijn uit elkaar gegaan als vrienden.